# جیمی مورای
 جیمی مورای (انگلیسی: Jamie Murray؛ زاده ۱۳ فوریهٔ ۱۹۸۶) یک تنیس‌باز اهل اسکاتلند است.